# Прушкув (станция)
Прушку́в (пол. Pruszków) — узловая железнодорожная станция в городе Прушкув в Мазовецком воеводстве Польши. Имеет 1 платформу и 2 пути. 
Станция 3 класса построена на линии Варшаво-Венской железной дороги и открыта для эксплуатации в июне 1845 года, когда эта территория была в составе Царства Польского.В 1868 году станции присвоен 2 класс.В 1889 году у станции 4 класс.
В 1888 году окончено начатую в 1887 году постройку каменного пассажирского здания.

В 1871 году от станции был проложен подъездной путь к копи гравия "Творики" длиной 1,960 вёрст, данная ветка обслуживалось лошадьми.
В 1872 году устроен  подъездной путь к копи гравия "Прушков" длиной 1,500 вёрст действующий до 1875 года. 
В 1875 году от станции был проложен подъездной путь к сахарному заводу "Юзефов" длиною 7,932 вер и открыт для движения в ноябре.В 1898 году от подъездного пути к сахарному заводу "Юзефов" устроены ветки: на 3,524 версте к  кирпичному заводу "Мошна" В.Крживошевской длиной 0,160 вёрст и на 4,990 версте к кирпичному заводу "Кросна" Бр Лоренц и Бр Бэма.
В 1879 году устроен  подъездной путь к копи гравия длиной 2 вёрсты,путь был разобран в 1885 году.
В 1881 году построен подъездной путь к кирпичному заводу длиной 2,188 вёрст с ветвями: к чугунно-литейному заводу "Паулинов" Ротштейна длиной 0,132 вёрст и к фаянсовому заводу Тейхвельда длиной 0,100 вёрст.
В 1890 году чугунно-литейный завод "Паулинов" Ротштейна переделан в фабрику игл Бартоломи,а с 1898 года фабрика игл Бартоломи в  карандашную фабрику Маевский и Ко.
В 1882 году пп к  заводу железных изделий  Рудницкаго и Качинскаго длиной 0,226 вёрст.
В 1901 году  завод железных изделий  Рудницкаго продан фирме "Косинский и Прейсс".
В 1903 году кирпичный завод "Мошна" В.Крживошевской переименован в "Хальберум", а  завод железных изделий  фирмы "Косинский и Прейсс" продан фирме "И.Трейцера"
Теперь станция обслуживает переезды на линиях: 
- Варшава-Центральная — Катовице,
- Варшава-Средместье — Гродзиск-Мазовецкий,
- Прушкув — Коморув.